# Hyperdevotion Noire: Goddess Black Heart
A Csó megami sinkó Noire: Gekisin Black Heart (超女神信仰ノワール　激神ブラックハート; Hepburn: Chō Megami Shinkō Nowāru Geki-Shin Burakkuhāto) egy taktikai szerepjáték, amelyet a Sting és a Compile Heart fejlesztett PlayStation Vita kézikonzolra. A játék a Hyperdimension Neptunia videójáték-sorozat spin-offja, főszereplője Noire. A játék 2014. május 29-én jelent meg Japánban.

## Játékmenet
A játékban az eredeti Hyperdimension Neptunia sorozat szereplői csibi formában jelennek meg, a harcok taktikai rácsra felosztva zajlanak. A játék menete körökre osztott, a pályák domborzata befolyással van a szereplők képességeire. Minden játszható szereplő a négyzethálós térkép mezőin közlekedik, bizonyos ellenfelek több négyzetet is kitölthetnek. A küldetések megkezdése előtt a játékos kiválaszthatja, hogy mely szereplőkkel vág bele a csatába. Hasonlóan számos más taktikai szerepjátékhoz a játék harcrendszere a játékos és az ellenség szakaszára van felosztva, ahol mindkét oldal a szereplők mozgatásával és parancsok kiadásával tölti ki a körét. A játékban egy új, „Lily Boost” elnevezésű játékelem is van, amelyben a szomszédos egységek különleges kapcsolatokat alakítanak ki, amelyek különböző készségeket és képességeket biztosítanak. A pályákon számos tereptárgy van elszórva, így többek között vasúti kocsik, lángoló vermek, farönkök, tüzérségi ágyúk, lézersugarak vagy mozgó platformok. A harcok során a szereplők számos állapotot felvehetnek, így zombivá, gyávává, tofuvá, meganekkóvá, 8 bitessé vagy elvakulttá válhatnak. A játékos Noire szobáját is testreszabhatja.

## Helyszín
Ellentétben a korábbi Hyperdimension Neptunia-játékokkal a Gekishin Black Heart nem Gamindustri, hanem a „Game sidzsókaiban” (játékpiac) világában játszódik.

### Szereplők
A játékban a korábbi játékok négy főszereplője mellett 18 új játszható szereplő is van, amelyek mindegyike egy játéksorozat, műfaj vagy fejlesztő paródiája.
Főszereplők
- Noire (ノワール?): a játék első számú főhőse, aki a PlayStationt jelképezi.
- Neptune (ネプテューヌ?): Hyperdimension Neptunia fősorozat eredeti főszereplője, aki a Sega Neptune-t jelképezi.
- Vert (ベール?): az Xbox-ot jelképezi.
- Blanc (ブラン?): a Wiit jelképezi.

Új szereplők
- Sango (サンゴ?): régimódi japán ruhákba öltözött lány, a Koei Dynasty Warriors franchise-ának paródiája. Szinkronhangja Fuku Szanae.
- Win (ウィン?): sportos lány, aki labdarúgómezt visel és a fején egy labdát egyensúlyoz, aki a csapat érdekeit maga elé szokta helyezni. A Konami Winning Eleven sorozatának paródiája. Szinkronhangja Josida Hitomi.
- Ain Ar (アイン・アル?): sztereotip szerepjáték-öltözetbe bújtatott szereplő, aki a szerepjátékokat jelképezi. Szinkronhangja Ónisi Szaori.
- Lee Fey (リーファイ?): chőngszámba öltözött lány kontyokkal, aki a Capcom Street Fighter sorozatának paródiája. Szinkronhangja Ócubo Juka.
- Saori (サオリ?): egy bisódzso játék főszereplője, akinek álma, hogy szerelembe essen. Szinkronhangja Szuva Ajaka.
- Lestra (レストア?): lány, aki szereti a banánokat és gyakran buja dolgokra gondol. A Compile Heart Record of Agarest War című játékának paródiája. Szinkronhangja Koivai Kotori.
- Lady Black (レディ・ワック?): a klasszikus játéktermi játékok paródiája, aki cseresznyéket hord kiegészítőkként, a legidősebb lány a játékban. Szinkronhangja Szakuma Kumi.
- Ester (エステル?): lovagpáncélba öltözött lány, aki a Dragon Quest sorozatot jelképezi. Szinkronhangja Ucsida Maaja.
- Moruu (モルー?): lány macskafülekkel vadászruhában, aki a Monster Hunter játékokat jelképezi. Szinkronhangja Tokui Szora.
- Tsunemi (ツネミ?): stúdiómonitor hangszórókat hajdíszként viselő lány Vocaloid-stílusú öltözékben, aki a ritmusjátékok paródiája. Neve Hacune Mike nevének japán katakanás alakjának középső három szótagjából áll. Szinkronhangja Tacumi Juiko.
- Riddo (リッド?): bandanát és egy elektronikus szemkötőt viselő lány, aki a Metal Gear Solid sorozat főszereplőjének, Solid Snake-nek paródiája. Snake-hez hasonlóan el tud bújni egy kartonpapír dobozba. Szinkronhangja Ueszaka Szumire.
- Bio (ビオ?): egy pisztollyal és egy esernyővel felszerelt lány, aki a Resident Evil paródiája. Szinkronhangja Takahasi Amika.
- Aizen Bossa (ブロッサ・愛染?): szinkronhangja Teraszaki Juka.
- Ai Masushima (増嶋愛?): idol. Szinkronhangja Akeszaka Szatomi.
- Pūna (プーナ?): szinkronhangja Ito Rikako.
- Jeneria G (ジェネリア·G?): szinkronhangja Szendai Eri.
- Ryūka (リューカ?): szinkronhangja Nandzsó Josino.
- Little Rain (リトル·レイン?): szinkronhangja Haruko Teramoto.

## Fejlesztés
A játékot a 2013-as Game no Dengeki kansaszai fesztiválon jelentették be. A sorozat producere Mizuno Naoko, a játéké Higashiro volt, a fejlesztői producer szerepe Jaszui Hikarura esett.
A játék nyitófőcím-dala Imai Aszami Sikkoku no Sustain (漆黒のサステイン; Hepburn: Shikkoku no sasutein), míg zárófőcím-dala Marina Hug című dala.